# 世界体育周报
《世界体育周报》，由人民体育出版社主办，创刊于1998年12月28日，该报每周二上市，在全国发行版式为四开16版。